# St. Josef (Walporzheim)
Die Kapelle St. Josef in Walporzheim, einem Stadtteil von Bad Neuenahr-Ahrweiler im Landkreis Ahrweiler im nördlichen Rheinland-Pfalz, ist eine katholische Kapelle aus dem 18. Jahrhundert.

## Geschichte
Die Kapelle St. Josef wurde 1660 erstmals erwähnt. Für das Jahr 1770 ist der Neubau der Kapelle belegt, die 1924 um eine Achse nach Westen erweitert wurde.

## Architektur und Ausstattung

### Gebäude
Der einschiffige verputzte Bruchsteinbau hat einen dreiseitigen Ostschluss. Er ist im Lichten 13 Meter lang und 5,50 Meter breit. Beide Türen sind in Naturstein gefasst. Über dem Haupteingang steht in einer Rundbogennische eine Statue des Guten Hirten. Ein sechsseitiger Dachreiter mit geschweifter Haube ziert das schiefergedeckte Dach der Kapelle.

### Skulpturen  und Weihwasserbecken
Im Innern befinden sich barocke, geschnitzte Figuren des hl. Sebastian und des hl. Rochus des früheren Altaraufbaus aus dem 18. Jahrhundert. Die Sebastian-Statue ist 108 cm hoch, die Rochusstatue 90 cm. Das große Kruzifix im Chor wurde in neuerer Zeit in Oberammergau angefertigt und von einem Walporzheimer Bürger gestiftet. Die neben dem Kruzifix aufgestellten Engelsfiguren stammen aus dem 2017 aufgelösten Ursulinenkloster auf dem Kalvarienberg. Eins der aus dem 18. Jahrhundert erhaltenen Stücke ist das aus Basalt gehauene Weihwasserbecken neben dem Eingang mit der Darstellung einer Muschel und einer Traube. Die Muschel als christliches Symbol erinnert an Grab und Auferstehung, aber auch an Johannes den Täufer, der einst mit einer Muschel Wasser aus dem Jordan schöpfte und Jesus damit übergoss, so wie heute der Kopf des Kindes bei der Taufe übergossen wird.

### Bleiglasfenster
Von den zwölf Fenstern der Kapelle sind auf der Empore die zwei ältesten aus der Zeit des Anbaus von 1924 erhalten. Wie die übrigen haben sie Bleiverglasung. Das erste hat als Motiv den heiligen Aloisius von Gonzaga und das zweite die hl. Agnes von Rom. Eine Serie von acht Fenstern aus dem Jahr 1960 zeigen zum Teil ornamentale Kompositionen sowie im Kirchenschiff vorn auf der linken Seite eine Darstellung des hl. Sebastian und rechts den hl. Josef. Der Maler war Jakob Schwarzkopf (1926–2001). Zwei weitere Fenster kamen 1971 hinzu. Es ist noch einmal der hl. Sebastian, hier in einer ungewohnten Darstellung mit voller Kleidung, die Hände gefesselt und an einen Pfahl gebunden, links die Pfeile, die ihn töten sollen. Über ihm weist der Finger Gottes auf ihn hin. Das zweite Fenster ist einfarbig grau aus vielen kleinen rechteckigen Scheiben, eingefasst in einen blauen Rand.

### Deckengemälde
Im Chorbereich wurde 1989 ein Deckenfresko freigelegt, das die Krönung Mariens im Himmel zeigt. Der in Mosaik gefertigte Kreuzweg aus der Kunstwerkstätte Maria Laach von 1961 wurde 1992 durch plastische Darstellungen ersetzt.

### Orgel und Glocken
Im rückwärtigen Teil hat die Kapelle eine Empore, auf der die Orgel steht. Ab Mai 1966 war es eine Ahlborn-Orgel; 2001 wurde sie durch ein neues Instrument ersetzt.
In der Chronik der Pfarrei St. Laurentius Ahrweiler heißt es: „Die Kapelle zu Walporzheim hat zwei Glocken, von welchen die eine 1770, die andere 1841 gegossen wurde,“ und zum Jahr 1918 ist vermerkt: „In der Woche vor Weihnachten wurden von Ahrweiler, Bachem, Walporzheim je eine Glocke abgeliefert.“ Diese Glocken wurden noch gegen Ende des Zweiten Weltkrieges als „Materialspende“ für Kriegszwecke beschlagnahmt. 1923 war anscheinend keine Glocke mehr vorhanden, sodass zwei neue angeschafft und am Josefstag, dem 19. März, geweiht wurden. Eine ist dem hl. Sebastian, die andere dem hl. Josef gewidmet. Im Jahr 1964 erhielt die Kapelle erneut eine Glocke, nachdem auch im Zweiten Weltkrieg eine hatte abgegeben werden müssen.

## Flutkatastrophe 2021
Bei der Flutkatastrophe an der Ahr in der Nacht vom 14. auf den 15. Juli 2021 wurde die Kapelle wie die meisten Anwesen in Walporzheim schwer beschädigt. Zwei Meter hoch stand das Wasser im Innern. Der Wandputz musste erneuert werden, ebenso der unterspülte Fußboden. Einen Schrank aus der völlig zerstörten Sakristei rissen die Fluten mit. Die Beschädigungen an den etwa 250 Jahre alten Figuren und an der Holzummantelung des Altars erforderten eine Restaurierung. Die Sanierung insgesamt leisteten die Bürgerinnen und Bürger von Walporzheim und die rund 150 Mitglieder des Fördervereins weitestgehend selbst und ohne finanzielle Unterstützung von außen. Beton für den neuen Fußboden und eine Fußbodenheizung spendeten zwei Bauunternehmen und ein Heizungsbauer.
Besonders schlimm wirkten sich diese Schäden dadurch aus, dass erst kurz vorher umfangreiche Renovierungen durchgeführt worden waren:
Ab 2019 hatte der Förder- bzw. Kapellenverein geplant, den Anstrich der Außenwände einschließlich Dachreiter zu erneuern, das Schieferdach auszubessern und den Blitzableiter instand zu setzen. Diese Arbeiten wurden im April und Mai 2021 ausgeführt. Die Sakristei wurde in Eigenleistung renoviert und Ende Juni 2021 der wenige Wochen später bei der Flut zerstörte Schrank für Messgewänder und Messdienerkleider eingebaut.
Im Januar 2023 war noch ungewiss, wie lange die Instandsetzung der Kapelle nach der Flutkatastrophe dauern würde. Die Kosten wurden laut Bericht im Generalanzeiger vom 20. Januar 2023 auf 345.000 Euro geschätzt.
Im Frühjahr 2025 waren die Arbeiten nach viel Eigeninitiative des Freundeskreises St. Josef abgeschlossen. Am Ostermontag, 21. April 2025, weihte Bischof Stephan Ackermann in einem feierlichen Gottesdienst gemeinsam mit Dekan Peter Strauch und Pfarrer Jörg Meyrer die Kapelle erneut ein.